# IP Fabric
IP Fabric je český startup, který vyvíjí pokročilý software na správu IP síťové infrastruktury. Platforma informuje o všech prvcích a uživatelích sítě a poskytuje topologické diagramy, automatickou dokumentaci, zobrazení stavu sítě včetně všech protokolových vazeb atd. Firmu založili v roce 2015 síťoví specialisté Pavel Bykov, Roman Aprias a Miroslav Hybl a o 2 roky dostali na rozvoj 1,3 milionu eur od fondu Credo Ventures. Software využívají hlavně velké nadnárodní firmy, síť kterých je komplexní a nepřehledná. V roce 2017 do firmy investoval startup akcelerátor Bolt Start Up Development.